# Gianfranco Sardagna
Gianfranco Sardagna (Gorizia, 28 maggio 1935) è un ex cestista italiano.

## Palmarès
- Campionato italiano: 4

Olimpia Milano: 1957-58, 1958-59, 1961-62, 1962-63